# 1328 Девота
1328 Девота (1328 Devota) — астероїд головного поясу, відкритий 21 жовтня 1925 року.
Тіссеранів параметр щодо Юпітера — 3,103.